# Karine Sergerie
Karine Sergerie, född 1 februari 1985 i Québec i Kanada, är en kanadensisk taekwondoutövare. Hon är Kanadas första världsmästare i sporten. 

## Biografi
Sergerie föddes fredagen den 1 februari 1985 i Québec i Kanada. Hennes far och tränaren Rejean introducerade henne till karate när hon var 5 år gammal. Hon tävlade i karate 1992-1998.

## Karriär
Sergerie vann silvermedalj i VM i taekwondo 2003 i Garmisch-Partenkirchen, men trots detta  kvalificerade hon sig inte till OS 2004 i Aten på grund av "motsägelse i urvalsprocessen". Ett av kraven var att Sergerie behövde vinna guldmedalj i Panamerikanska spelen för att kvalificera sig medan andra inte behövde det. Trots att hon vann bronsmedalj i de Panamerikanska spelen 2003, regerade det kanadensiska taekwondoförbundet att det inte var tillräckligt.
Hon vann en silvermedalj i mellanvikt vid de
olympiska sommarspelen 2008 i Peking.